# Baltazar Maria de Morais Júnior
Baltazar Maria de Morais Júnior, född 17 juli 1959 i Goiânia, Brasilien, är en brasiliansk före detta fotbollsspelare.